# Царская башня
Царская башня — наиболее молодая и небольшая башня Московского Кремля, архитектор неизвестен. Её возвели в 1680 году во время реконструкции Кремля, когда остальные башни были дополнены шатрами, по сути эта башня является теремным шатром.

## История
С конца XVI — начала XVII века в плане Кремля на месте, где сейчас стоит башня, показан четырёхгранный объём, завершённый низким шатром. Вероятно, на этом месте стояла деревянная вышка с колоколом «Спасский набат». С вышки были видны Зарядье, Китай-город, Замоскворечье, там находился часовой, который дежурил на стене и бил в набат во время опасности, поэтому шатёр назывался сторожевым, набатным или всполошным. Позднее колокол перенесли на Набатную башню. По легенде с деревянной башни любил наблюдать за площадью и событиями на ней Иван Грозный.
В 1680-м между Спасской и Набатной башнями вместо деревянной вышки выстроили каменную. Её восьмигранный шатёр на кувшинообразных столбах напоминает распространённые в то время рундуки крылец каменных жилых хором. Согласно архитектурным канонам, архитектор создал украшения вышки, напоминающее классический теремок из русского сказочного фольклора. Этот шатёр стали называть Царским. По существующим легендам, российские правители после коронации выходили на башню показаться народу, собравшемуся на Красной площади.
Высота Царской башни без учёта стены составляет 14,45 м, общая высота с флюгером — 16,7 м. Построенная в конце XVII века, она является самой молодой из башен Кремля, поэтому с самого начала не являясь оборонительным сооружением и сохранила свой первоначальный вид. Длительное время башня не требовала реставрационных работ.
Единственная из всех кремлёвских башен по своей форме и назначению. В сущности, это не башня, а каменный двухъярусный шатёр, поставленный прямо на стену.Историк Сергей Бартенев
От остальных башен Кремля Царская отличается большим разнообразием архитектурных деталей: помимо столбов и восьмигранного шатра, на ней установлен позолоченный флюгер, который работает до сих пор, арки проёма украшены малыми арками с висячей гирькой, а вокруг шатра созданы небольшие башни-пирамидки с островерхими фронтонами.
Царская башня состоит из двух ярусов: верхний является крытой площадкой и служит вспомогательным мостиком для прохода по стене, а на нижнем существует сквозная арка, являющаяся продолжением ходовой части кремлёвской стены. Оттуда к верхнему ярусу ведёт крутая лестница. Под шатром можно увидеть расположенные крестом перекладины, на которых висели колокола.
До конца XIX века подсветка Кремля осуществлялась с помощью установки каркаса с проволочными ухватами. На них располагали чаши с восковыми фитилями, залитые скипидаром, воском или салом. Жидкость в ёмкостях регулярно обновляли, но строительные леса, предназначенные для этого, искажали внешний вид башен. Так было до установки электрического освещения в 1883 году.
Во время коронации последнего императора Николая II Кремль был необычайно красиво иллюминирован. Стены и башни Кремля были удивительно подсвечены. Подсветили и Царскую башенку. Жёлто-матовое освещение Царской башни в эти праздничные дни изящно оттенялось на фоне красного огня, которым была залита Безымянная башня, и синего огня Константиновской.Воспоминания современников
В XIX веке в городе Егорьевске у Троицкого храма была возведена кирпичная стена, башни которой были сооружены по образцу Царской башни Московского Кремля.

## Реставрация
Реставрация башни проводилась в 1915 году. За год до этого архитектор Александр Иванов измерил башню для создания чертежа с натуры. Он определил, что в 1880-х годах шатёр был украшен кровельным железом.
В ноябре 2017 года кремлёвские реставраторы начали работы на пяти башнях Московского Кремля. По словам официального представителя Федеральной службы охраны Сергея Девятова, Царская башня вошла в план работ: на ней требовалось укрепить и очистить белокаменные навершия, отреставрировать декоративные элементы и шатёр, обновить флюгер. На время работы башню должны были закрыть строительными лесами.